# Cantata

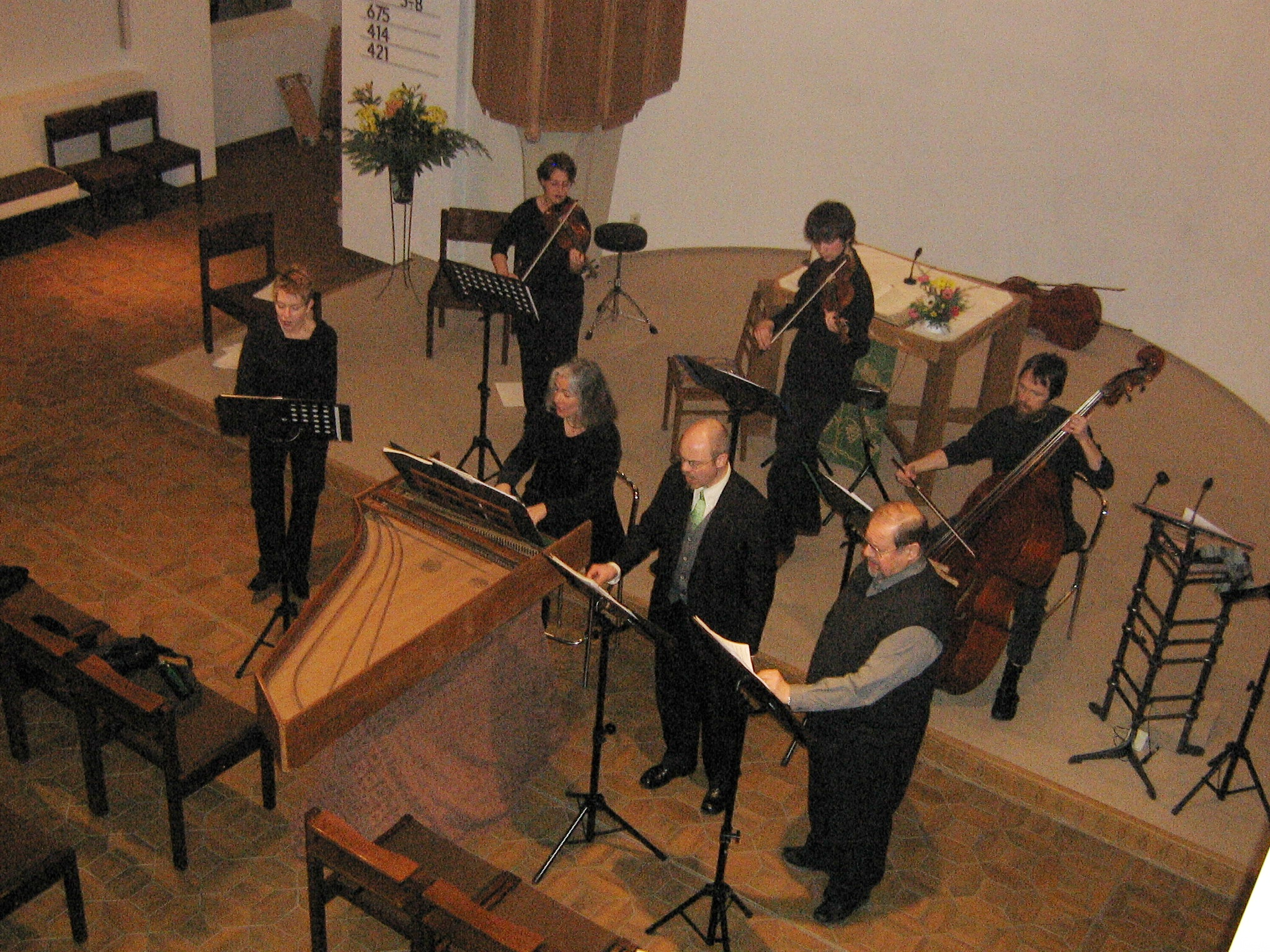
Representació d'una cantata de Dietrich Buxtehude. Tres solistes vocals s'agrupen al voltant d'un clavicèmbal a la primera fila, acompanyats de dos violins i el violoncel a la segona fila

Una cantata és una composició musical vocal amb acompanyament instrumental, habitualment amb diversos moviments i sovint amb un cor.
El significat del terme va canviar amb el pas del temps, des del simple madrigal d'una sola veu de principis del segle xvii, fins a la "cantata de càmera" de diverses veus i la "cantata d'església" de la part final d'aquest segle. Després va passar per formes dramàtiques del segle xviii fins a la cantata del segle xix, que era un tipus d'oratori breu. Les cantates que s'utilitzen en la litúrgia dels serveis de l'església s'anomenen cantates d'església o cantata sagrada; també hi ha cantates seculars. Diverses cantates es van escriure i continuen escrivint-se per a ocasions especials, com ara les cantates de Nadal. Christoph Graupner, Georg Philipp Telemann i Johann Sebastian Bach van compondre cicles de cantates d'església per a les ocasions de l'any litúrgic.

## Context històric
El terme es va originar a principis del segle xvii, simultàniament amb l'òpera i l'oratori. Abans d'això, tota la música de l'alta cultura era vocal. Amb l'auge de la música instrumental va aparèixer el terme, mentre que l'art instrumental es va desenvolupar fins a plasmar-se en les sonates. Des de principis del segle XVII fins a finals del XVIII, la cantata per a una o dues veus solistes amb acompanyament de baix continu (i potser alguns instruments solistes) va ser una forma principal de música de cambra vocal italiana.
Una cantata consistia primer en una narrativa o escena declamatòria en recitatiu, unida per una primitiva ària repetida a intervals. Es poden trobar bons exemples a la música eclesiàstica de Giacomo Carissimi; i els solos vocals anglesos d'Henry Purcell (com Mad Tom i Mad Bess) mostren el màxim que es pot fer d'aquesta forma arcaica. Amb l'auge de l'aria da capo, la cantata es va convertir en un grup de dues o tres àries unides per recitatiu. Els nombrosos duets i trios italians de Georg Friedrich Händel en són exemples. El seu motet llatí Silete Venti, per a soprano solista, mostra l'ús d'aquesta forma en la música d'església.